# しまクリーズ
しまクリーズとは、かつてのボーダフォン日本法人（現：ソフトバンク）の定額サービスをアピールする栗型のマスコットキャラクターである。
2005年夏のメール定額、デュアルパケット定額、家族通話定額の登場当初は「しまクリ三兄妹」として展開されてきたが、LOVE定額の登場により、2006年より「しまクリーズ」となった。

## 名前の由来
定額サービスにより通話、メール、ウェブの利用を「しまくる」と「縞模様の栗」をかけたもの。

## メディアへの露出状況
2006年3月現在、当時のボーダフォンのウェブサイトと山手線の電車の「トレインチャンネル」だけに登場。カタログやテレビCMには登場しないまま、社名変更と共に消滅状態となった。

## キャラクター概要

### メールしまクリ
- メール定額をアピール。

### パケットしまクリ
- デュアルパケット定額をアピール。

### 通話しまクリ
- 家族通話定額をアピール。

### ラブラブしまクリ
- しまクリーズとなってから登場。
- LOVE定額をアピール。

## グッズ
- しまクリーズ　クリーナーマスコットストラップ
- しまクリーズ　マスコットストラップ
- しまクリ三兄妹　クリーナーマスコットストラップ
- しまクリ三兄妹　マスコットストラップ

これらはすべて非売品。

## 同業他社のキャラクター
- ドコモダケ（NTTドコモ）
- リスモくん（「au LISTEN MOBILE SERVICE」、およびau(KDDI・沖縄セルラー電話)）
- auシカ（沖縄セルラー電話）